# Irina Kusakina
Irina Kusakina –en ruso, Ирина Кусакина– (Leningrado, URSS, 5 de junio de 1965) es una deportista soviética que compitió en luge en la modalidad individual. Ganó una medalla de bronce en el Campeonato Mundial de Luge de 1989.

## Palmarés internacional
| Campeonato Mundial | Campeonato Mundial | Campeonato Mundial | Campeonato Mundial |
| Año                | Lugar              | Medalla            | Prueba             |
| ------------------ | ------------------ | ------------------ | ------------------ |
| 1989               | Winterberg (RFA)   | Medalla de bronce  | Equipo             |